# Antonín Brož (pilot)
Antonín Brož (29. října 1913 Hradec Králové – 5. října 1945 Hartley Wintney) byl český četník a pilot 311. československé bombardovací perutě RAF.

## Život

### Před druhou světovou válkou
Antonín Brož se narodil 29. října 1913 v Hradci Králové v rodině košíkáře Františka Brože a jeho ženy Marie. Vychodil tři ročníky měšťanské školy, od roku 1925 žila jeho rodina v Třebechovicích pod Orebem. Vyučil se číšníkem a pracoval v pražské kavárně Slavia. Jako člen Masarykovy letecké ligy získal v Hradci Králové oprávnění sportovního pilota. Během prezenční vojenské služby, kterou nastoupil k pěšímu pluku 4 v roce 1934, absolvoval poddůstojnickou školu v Hradci Králové, kterou ukončil v roce 1936. Po skončení vojenské služby nastoupil k četnictvu a absolvoval četnickou školu, kterou ukončil v roce 1938, následně obdržel umístěnku do Podhořan na Podkarpatské Rusi. Jako příslušník Stráže obrany státu se na konci roku 1938 a začátkem roku 1939 zúčastnil bojů proti Maďarům.

### Druhá světová válka
Po německé okupaci v březnu 1939 a rozpadu Československa se Antonín Brož vrátil z Podkarpatské Rusi přes Polsko do Třebechovic pod Orebem. Dne 27. května 1939 opustil společně s L. Vaníčkem Protektorát Čechy a Morava a přes Krakov se dostal do Francie, kde musel nejprve podepsat závazek ve cizinecké legii. Prodělával výcvik s severní Africe, po vypuknutí druhé světové války byl ze závazku uvolněn a zařazen do 1. pěšího pluku ve Francii vzniklé Československé armády v zahraničí. Prezentován v ní byl 26. září 1939 v Agde. Od února 1940 působil na velitelství pěchoty 1. československé divize. Po pádu Francie v červnu 1940 se evakuoval do Spojeného království. Zde byl přijat do Royal Air Force a po patřičném výcviku 24. dubna 1941 zařazen k pozemnímu personálu 311. československé bombardovací perutě. Dne 27. března 1942 nastoupil k pilotnímu výcviku, který ukončil 18. ledna 1944, kdy se už jako pilot vrátil zpět k 311. peruti, se kterou následně absolvoval protiponorkové hlídkové lety nad oceánem. Dne 26. listopadu 1944 se opět vrátil k výcvikové jednotce 111 OTU, kde působil až do konce války.

### Po druhé světové válce
K 15. květnu 1945 Antonín Brož opět nastoupil k 311. peruti, která nadále sloužila k dopravním účelům mezi Spojeným královstvím a osvobozeným Československem. V srpnu 1945 se vrátil do vlasti. Dne 5. října 1945 byl členem posádky stroje Consolidated B-24 Liberator GR Mk.VI KG867 PP-N pod velením Jaroslava Kudláčka, který odstartoval ze základny Blackbushe k letu do Prahy. Letounu se po vzletu vzňal motor a při pokusu o návrat se zřítil u obce Hartley Wintney. Antonín Brož, další čtyři členové posádky a třináct cestujících včetně žen a dětí zahynulo. Pohřben byl 11. října v československém oddělení hřbitova v Brookwoodu. Dosáhl hodnosti štábního rotmistra.

## Ocenění

### Vyznamenání
- Pamětní medaile československé armády v zahraničí

### Posmrtná ocenění
- Antonín Brož byl v roce 1947 in memoriam povýšen do hodnosti štábního praporčíka a v roce 1991 do hodnosti plukovníka
- Antonín Brož byl v roce 2000 jmenován čestným občanem města Třebechovice pod Orebem